# Patrick Koller
Pour les articles homonymes, voir Koller.
Patrick Koller, né le 16 octobre 1983, est un skieur acrobatique autrichien spécialiste du skicross. Il a participé à deux éditions des Jeux olympiques en 2010 et 2014 et est monté sur quatre podiums en Coupe du monde entre 2009 et 2011. En 2014, il met fin à sa carrière sportive.

## Palmarès

### Jeux olympiques
| Épreuve / Édition | Vancouver 2010 | Sotchi 2014 |
| Cross             | 30e            | 24e         |

### Championnats du monde
| Épreuve / Édition | Inawashiro 2009 |
| Cross             | 7e              |

### Coupe du monde
- Meilleur classement au général : 32e en 2009.
- Meilleur classement du cross : 10e en 2009.
- 4 podiums en carrière.